# Alexandrine Le Normant d'Étiolles
Alexandrine-Jeanne Le Normant d'Étiolles (10. srpna 1744 – 15. června 1754) byla dcerou Madame de Pompadour.

## Život
Alexandrine-Jeanne Le Normant d’Étiolles se narodila 10. srpna 1744 Charlesi-Guillaumeovi Le Normantovi d’Étiolles a jeho manželce Jeanne-Antoinette Poisson.
Alexandrinina matka usilovala o to, stát se oficiální milenkou (maîtresse-en-titre) krále Ludvíka XV., což se jí podařilo v březnu 1745. Král a Madame d’Étiolles se dohodli na jejím odloučení od manžela a o svěření devítiměsíční dcery do své péče.
To neznamenalo, že se o dítě bude denně starat, malá Alexandrine byla poslána k venkovské kojné. Matka ji tam ale často navštěvovala a s přibývajícím věkem ji stále častěji brávala do Versailles, kde byla známá jako „Madame Alexandrine“, ale rodina jí přezdívala „Fanfan“.
Alexandrine byla popisována jako „velmi hubená“, ale zdravá. Na její vzdělání dohlížel romanopisec Claud Prosper Jolyot de Crébillon. V šesti letech byla Alexandrine umístěna do kláštera Nanebevzetí Panny Marie v ulici Saint-Honoré v Paříži, kde se vzdělávalo mnoho dcer aristokracie, aby se připravily na život u dvora. Madame de Pompadour se obávala nechat své dítě v Paříži, ale klášterní výchovu považovala za zásadní pro její budoucí úspěch.

## Plány na manželství
Madame de Pompadour se snažila pro dceru domluvit sňatek, který by jejich rodinu povýšil mezi aristokracii. Prvním návrhem byl králův nemanželský syn, Charles de Vintimille, hrabě z Lucu. Byl o tři roky starší než Alexandrine a občas si spolu hrávali. Král Ludvík XV. však s tímto plánem nesouhlasil.
Dalším potenciálním manželem byl Armand-Emmanuel, hrabě z Chinonu, syn Antoina de Vignerot , vévody z Richelieu. Vévoda ale návrh odmítl s odůvodněním, že jelikož je jeho žena příbuzná s rodem Lotrinských, sňatek by musel schválit císař a že císařský dvůr by nikdy nesouhlasil se sňatkem jednoho z císařových příbuzných s dívkou středostavovského původu.
V létě roku 1752 se Pompadour dohodla s Michelem-Ferdinandem d’Albertem , vévodou z Chaulnes, že si Alexandrine vezme jeho syna Louise-Joseph d’Albert d’Ailly, vévodu z Picquigny. Rozhodli se, že svatba se uskuteční, až bude Alexandrine třináct let.

## Smrt
V červnu 1754 Alexandrine náhle onemocněla. Měla vysokou horečku a křeče a zpočátku se myslelo, že trpí zažívacími potížemi. Jeptišky ihned informovaly její rodiče. Pompadour v té době byla s králem na zámku Choisy a nemohla odjet, aby dceru navštívila. Ludvík XV. poslal do kláštera své osobní lékaře, Jeana-Baptistu Sénaca a Germaina Pichaulta de La Martinière, ale Alexandrine zemřela před jejich příjezdem. Stalo se tak 15. června 1754, necelé dva měsíce před jejími desátými narozeninami.
Pravděpodobnou příčinou smrti byla peritonitida nebo zánět slepého střeva.
Pompadour byla smrtí svého dítěte tak zdrcena zármutkem, že se přihlížející obávali, že se zhroutí a sama zemře. Odešla ze dvora, aby strávila týden na svém zámku Bellevue. O šest týdnů později, jak jeden současník poznamenal, se začala tvářit šťastně, protože truchlení by poškodilo její vzhled a ohrozilo její postavení vrchní metresy. V soukromí však zůstala hluboce otřesena. Takové chování bylo pro dvořany běžné.

## Pohřeb
Alexandrina byla původně pohřbena v klášteře Nanebevzetí Panny Marie. O čtyři měsíce později bylo její tělo převezeno do kapucínského kláštera v Paříži, kde její matka zakoupila rodinnou hrobku. Později tam byly přeneseny i ostatky její babičky z matčiny strany, Madeleine de La Motte, a nakonec i samotná Pompadour.